# Puellemontier
Puellemontier foi uma antiga comuna francesa na região administrativa de Grande Leste, no departamento de Haute-Marne. Estendia-se por uma área de 15,22 km². Em 2010 a comuna tinha 1 399 habitantes (densidade: 91,9 hab./km²).
Em 1 de janeiro de 2016, passou a fazer parte da nova comuna de Rives-Dervoises.